# Âne de la forêt de Thuringe
L'âne de la forêt de Thuringe, nommé Thüringer Waldesel en allemand, est une race d’âne allemande originaire de l'ouest de la Thuringe, de Saxe et de Saxe-Anhalt. Sa robe est généralement gris souris avec une bande cruciale. Des zébrures apparaissent sur les membres et le bout du nez est blanc.
Les effectifs de la race sont très faibles puisque seulement 15 à 20 animaux seraient représentés. Le Wildpark Hundshaupten à Egloffstein et le Thüringer Zoopark à Erfurt possèdent quelques spécimens,,.
Néanmoins le terme de race n'est pas encore reconnu. L'âne de la forêt de Thuringe pourrait n'être qu'une variante de l'âne domestique. Il n'y a en effet aucun registre d'élevage et aucun suivi génétique et généalogique de cet âne. Son élevage n'est pas non plus encouragé,.